# Jarosław Sroka
Jarosław Sroka (ur. 1969) – polski menedżer, absolwent Instytutu Dziennikarstwa Uniwersytetu Warszawskiego oraz szkoły liderów biznesu IESE Business School przy Uniwersytecie Nawarry. Ekspert ds. komunikacji i rynku mediów. Wieloletni redaktor naczelny dziennika „Puls Biznesu”, kierował także redakcjami tygodnika „Newsweek” i „Dziennika Gazeta Prawna”.

## Życiorys
Menedżer rynku mediów, ekspert w dziedzinie komunikacji korporacyjnej. Wieloletni dziennikarz oraz redaktor naczelny polskich mediów. W latach 1996–2004 kierował redakcją dziennika gospodarczego „Puls Biznesu”. W 2003 został pierwszym w historii laureatem tytułu Redaktor Naczelny Roku, przyznawanym przez magazyn „Media i Marketing Polska”.
W 2004 został redaktorem naczelnym tygodnika „Newsweek Polska”, a pod koniec 2005 objął kierownictwo nad redakcją dziennika „Gazeta Prawna”. 
W październiku 2007 dołączył do międzynarodowej Grupy Kulczyk Investments. Od lipca 2009 jako członek zarządu Kulczyk Holding odpowiada za nadzorowanie obszarów komunikacji korporacyjnej, relacji inwestorskich, marketingu oraz public affairs.
Komentator ekonomiczny Radia PIN, współautor i współprowadzący programy ekonomiczne w telewizji Polsat.
Członek Rady Ładu Informacyjnego przy Giełdzie Papierów Wartościowych w Warszawie oraz Rady Programowej Akademii Liderów Rynku Kapitałowego.
Od 2012 przewodniczący rady nadzorczej giełdowej spółki PEKAES SA. Zasiada w Radzie Instytutu Lecha Wałęsy oraz w radzie Forum Obywatelskiego Rozwoju. Jest członkiem kapituły konkursu Orzeł Innowacji – nagrody Dziennika Rzeczpospolita.
Jarosław Sroka należy również do zespołu kilkudziesięciu dziennikarzy Radia 357 prowadzących w nim audycje autorskie.

## Życie prywatne
Miłośnik i propagator golfa. W czerwcu 2012 został prezesem polskiego stowarzyszenia zawodowych golfistów PGA Polska.
Jest mężem ekonomistki Iwony Sroki.